# Sandra Mikolaschek
Sandra Mikolaschek (* 18. Juni 1997 in der Lutherstadt Eisleben) ist eine deutsche Tischtennisspielerin der paralympischen Startklasse TT 4. Sie ist in ihrer Startklasse die aktuelle   Weltranglistenerste.

## Werdegang
Sandra Mikolascheks Behinderung basiert auf einer eingeengten Halsschlagader bei der Geburt. Nach darauffolgenden Operationen waren Nerven im Rückenmark abgeklemmt. Sie nutzt von Kindheit an einen Rollstuhl. Erstmals spielte sie Tischtennis bei ihrem Heimatverein TTV Wimmelburg. Um sportlich weiterzukommen, übersiedelte sie 2014 nach Düsseldorf in das Deutsche Tischtennis-Zentrum (DTTZ), ein Sportinternat. 2016 leistete Mikolaschek ihren Bundesfreiwilligendienst ebenfalls im DTTZ.
2018 wurde Mikolaschek gemeinsam mit ihrer Mannschaft von Borussia Düsseldorf aus Thomas Schmidberger und Valentin Baus zum dritten Mal in Folge deutsche Meisterin im Rollstuhl-Tischtennis.
Sie belegt bei den Tischtennisspielerinnen der Klasse TT 4 derzeit den Platz zwei in der Weltrangliste.

## Sportliche Erfolge
- Mehrfache Deutsche Meisterin im Einzel und Doppel seit 2010
- Deutsche Meisterin im Mixed seit 2012
- Aktuelle Weltranglistenposition: Rang 2
- Platz 6 bei der EM der Rollstuhlfahrer 2011
- Goldmedaille (Team) beim Weltranglistenturnier in Bayreuth 2013
- Vize-Europameisterin 2013
- Viertelfinale Weltmeisterschaft 2014
- Teilnahme an den Sommer-Paralympics 2016
- Teilnahme an den Sommer-Paralympics 2020
- Goldmedaille bei den Sommer-Paralympics 2024[4]

## Ehrungen
- 2024: Para-Sportlerin des Jahres in Nordrhein-Westfalen

## Sportliche Daten
- Verein: Borussia Düsseldorf (1. Bundesliga der Rollstuhlfahrer)
- ehemalige Vereine: TTC Halle, RSG Koblenz
- Spielertyp: Rechtshänderin, Angriff, Shakehand